# Оота, Сэйити
Сэйити Оота (яп. 太田 誠一; 30 октября 1945, Фукуока — 4 декабря 2024) — японский государственный деятель, министр сельского хозяйства, лесных угодий и рыбного промысла (2008).

## Биография
Родился 30 октября 1945 года в городе Фукуока. До прихода в политику Оота был профессором экономики и возглавлял Агентство по управлению и координации.
В политике дебютировал в 1980-х годах. В ранние годы карьеры выступал за введение налога на потребление, а также участвовал в изменениях в коммерческом законодательстве в конце 1990-х.
1 августа 2008 года Ясуо Фукуда назначил Ооту министром сельского хозяйства, лесных угодий и рыбного промысла, но уже 19 сентября он ушёл в отставку в результате скандала из-за испорченного риса, когда рис, предназначавшийся только для промышленного использования, попал в столовые японских школ и домов престарелых. Сам Оота заявлял в январе 2007 года, что не видит необходимости поднимать «слишком много шума из-за этого».
Скончался 4 декабря 2024 года в больнице в Токио в возрасте 79 лет.